# Michy Batshuayi
Michy Batshuayi Tunga, född 2 oktober 1993 i Bryssel, är en belgisk fotbollsspelare (anfallare) som spelar för Eintracht Frankfurt.

## Klubbkarriär
Den 31 januari 2018 lånades Batshuayi ut till tyska Borussia Dortmund för resten av säsongen 2017/2018. Två dagar senare debuterade Batshuayi i Bundesliga i en 3–2-vinst över Köln, där han även gjorde två mål.
Den 10 augusti 2018 lånades Batshuayi ut till spanska Valencia på ett låneavtal över säsongen 2018/2019. Den 1 februari 2019 avbröts låneavtalet i Valencia och Batshuayi blev istället utlånad till Crystal Palace över resten av säsongen 2018/2019. Den 10 september 2020 lånades han på nytt ut till Crystal Palace på ett säsongslån.
Den 18 augusti 2021 förlängde Batshuayi sitt kontrakt i Chelsea fram till sommaren 2023 och blev samtidigt utlånad till turkiska Beşiktaş på ett säsongslån. Batshuayi gjorde sin Süper Lig-debut tre dagar senare i en 0–0-match mot Gaziantep, där han blev inbytt i den 68:e minuten mot Kenan Karaman.
Den 2 september 2022 värvades Batshuayi av turkiska Fenerbahçe, där han skrev på ett tvåårskontrakt med option på ytterligare ett år. Den 1 juli 2024 värvades Batshuayi av Galatasaray, där han skrev på ett treårskontrakt.

## Landslagskarriär
Den 28 mars 2015 debuterade Batshuayi för Belgiens landslag i en 5–0-vinst över Cypern. Han gjorde även sitt första landslagsmål i matchen.

### Landslagsmål
| Nr | Datum             | Arena                                               | Motståndare             | Mål | Resultat | Tävling                    |
| -- | ----------------- | --------------------------------------------------- | ----------------------- | --- | -------- | -------------------------- |
| 1  | 28 mars 2015      | Kung Baudouin-stadion, Bryssel, Belgien             | Cypern                  | 5–0 | 5–0      | Kvalet till EM 2016        |
| 2  | 13 november 2015  | Kung Baudouin-stadion, Bryssel, Belgien             | Italien                 | 3–1 | 3–1      | Vänskapsmatch              |
| 3  | 26 juni 2016      | Stadium Municipal, Toulouse, Frankrike              | Ungern                  | 2–0 | 4–0      | EM 2016                    |
| 4  | 5 juni 2017       | Kung Baudouin-stadion, Bryssel, Belgien             | Tjeckien                | 2–1 | 2–1      | Vänskapsmatch              |
| 5  | 7 oktober 2017    | Stadion Grbavica, Sarajevo, Bosnien och Hercegovina | Bosnien och Hercegovina | 2–2 | 4–3      | Kvalet till VM 2018        |
| 6  | 27 mars 2018      | Kung Baudouin-stadion, Bryssel, Belgien             | Saudiarabien            | 3–0 | 4–0      | Vänskapsmatch              |
| 7  | 11 juni 2018      | Kung Baudouin-stadion, Bryssel, Belgien             | Costa Rica              | 4–1 | 4–1      | Vänskapsmatch              |
| 8  | 23 juni 2018      | Otkrytie Arena, Moskva, Ryssland                    | Tunisien                | 5–1 | 5–2      | VM 2018                    |
| 9  | 7 september 2018  | Hampden Park, Glasgow, Skottland                    | Skottland               | 3–0 | 4–0      | Vänskapsmatch              |
| 10 | 7 september 2018  | Hampden Park, Glasgow, Skottland                    | Skottland               | 4–0 | 4–0      | Vänskapsmatch              |
| 11 | 15 november 2018  | Kung Baudouin-stadion, Bryssel, Belgien             | Island                  | 1–0 | 2–0      | Nations League A 2018/2019 |
| 12 | 15 november 2018  | Kung Baudouin-stadion, Bryssel, Belgien             | Island                  | 2–0 | 2–0      | Nations League A 2018/2019 |
| 13 | 24 mars 2019      | GSP Stadium, Nicosia, Cypern                        | Cypern                  | 2–0 | 2–0      | Kvalet till EM 2020        |
| 14 | 6 september 2019  | Stadio Olimpico Serravalle, Serravalle, San Marino  | San Marino              | 1–0 | 4–0      | Kvalet till EM 2020        |
| 15 | 6 september 2019  | Stadio Olimpico Serravalle, Serravalle, San Marino  | San Marino              | 4–0 | 4–0      | Kvalet till EM 2020        |
| 16 | 13 oktober 2019   | Astana Arena, Nur-Sultan, Kazakstan                 | Kazakstan               | 1–0 | 2–0      | Kvalet till EM 2020        |
| 17 | 8 september 2020  | Kung Baudouin-stadion, Bryssel, Belgien             | Island                  | 2–1 | 5–1      | Nations League A 2020/2021 |
| 18 | 8 september 2020  | Kung Baudouin-stadion, Bryssel, Belgien             | Island                  | 4–1 | 5–1      | Nations League A 2020/2021 |
| 19 | 8 oktober 2020    | Kung Baudouin-stadion, Bryssel, Belgien             | Elfenbenskusten         | 1–0 | 1–1      | Vänskapsmatch              |
| 20 | 11 november 2020  | Den Dreef, Leuven, Belgien                          | Schweiz                 | 1–1 | 2–1      | Vänskapsmatch              |
| 21 | 11 november 2020  | Den Dreef, Leuven, Belgien                          | Schweiz                 | 2–1 | 2–1      | Vänskapsmatch              |
| 22 | 30 mars 2021      | Den Dreef, Leuven, Belgien                          | Belarus                 | 1–0 | 8–0      | Kvalet till VM 2022        |
| 23 | 26 mars 2022      | Aviva Stadium, Dublin, Irland                       | Irland                  | 1–0 | 2–2      | Vänskapsmatch              |
| 24 | 3 juni 2022       | Kung Baudouin-stadion, Bryssel, Belgien             | Nederländerna           | 1–4 | 1–4      | Nations League A 2022/2023 |
| 25 | 14 juni 2022      | Nationalstadion, Warszawa, Polen                    | Polen                   | 1–0 | 1–0      | Nations League A 2022/2023 |
| 26 | 22 september 2022 | Kung Baudouin-stadion, Bryssel, Belgien             | Wales                   | 2–0 | 2–1      | Nations League A 2022/2023 |
| 27 | 23 november 2022  | Ahmed bin Ali Stadium, Al Rayyan, Qatar             | Kanada                  | 1–0 | 1–0      | VM 2022                    |